# Кавалска крепост
Кавалската крепост (на гръцки: Φρούριο Καβάλας) е археологически обект, средновековна крепост в град Кавала, Гърция. Крепостта съществува от Античността, получава промени и укрепване през византийския период, но сегашният му вид идва главно от османската реконструкция от 1425 година.

## История
Кавала е укрепен от V век пр.н.е. с отбранителна стена, която опасва града от всички страни и претърпява многократни интервенции. Обширни ремонти на стените са извършени след римския период от император Юлиан (361 – 363) и след това при Юстиниан I през VI век. Античното име на града е Неаполис, преименуван на Христополис някъде преди VIII век. В 926 година стените са възстановени от Василий Кладон, стратег на темата Стримон.
Последната фаза на укрепване на стената от византийците се провежда през 1307 година при Андроник II Палеолог. Изграждането на дългата стена от морето до върха е извършено, за да се противопостави на Каталонската компания, която вече е направила опит да превземе града. В периода 1321 – 1328 година Христополис е център на Гражданската война между Андроник II и неговия внук Андроник, под чието владение е. През март 1356 или 1357 година, както научаваме от хрисовул на император Йоан V Палеолог, крепостите Христополис и Тасос са предоставени на братята велик примикюр Алексий и протосеваст Йоан. Алексий умира в 1373 година и Йоан остава владетел на града до 1384 година, когато става монах в манастира Пантократор на Света гора.
В 1387 година градът става данъчен васал на османците, които обаче в 1391 година след обсада го превземат и разрушават. Градът се възражда век и половина по-късно, когато вече носи името Кавала. Междувременно османците възстановяват замъка – почти из основи – през 1425 година. Тъй като вече няма град, проектът не е свързан с отбранителните нужди на селище. Неговата цел е главно да контролира ключовия проход на пътя Виа Егнация, който е най-важният проход към Тракия и тогавашната им столица Одрин. Четири месеца след построяването на крепостта в 1425 година 10 венециански галери я атакуват и превземат, но турците се мобилизират и успяват да си я върнат, сломявайки съпротивата на малкия венециански гарнизон. В 1684 година венецианците бомбардират Кавала и се опитват да го превземат, но без успех. В 1771 година по време на Орловото въстание Кавала е разграбена от руския флот, който се приближава до града и заграбва цялото зърно, което се намира в частните и обществени складове на пристанището.
В момента замъкът се използва за различни артистични събития.

## Описание
След оформянето на терена укрепеното заграждение обхваща всички страни на хълма, ограничавайки площ от 13 хектара. Заграждението е подсилено с кръгли и четириъгълни кули и бастиони, главно откъм северната земна страна, която е и най-опасна. Периметърът на заграждението е затворен от напречна стена с дължина 449 m, която се издига стръмно до най-недостъпните скали от северната страна на височина 64 m. Стената е имала четири порти, през които е е осигурено влизане и излизане от града.
Като част от реконструкцията, извършена за укрепване на отбранителната система на града, на върха на хълма и на мястото на античния е построен акрополът от византийския и османския период. Укреплението на акропола, с неправилна форма, включва северната част на крепостните стени на града, като е подсилено с кули: в северозападния и североизточния ъгъл две четириъгълни, на източната страна многоъгълна и на югоизточната страна бастион. Площта на акропола е вътрешно разделена на две части от напречна стена, минаваща северозапад – югоизток, в центъра на която, на най-високата точка, има цилиндрична кула.